# Tōkei-ji
Le Tōkei-ji (東慶寺) est un temple bouddhiste situé dans le quartier Yama-no-uchi (山ノ内) de Kamakura préfecture de Kanagawa au Japon, non loin de la gare de Kita-Kamakura.
Il appartient depuis l'ère Meiji à la branche Engaku-ji du Rinzai-shū. Jusqu'alors le Tōkei-ji est plus particulièrement connu comme monastère pour bhikkhuni (religieuses). En tant que Kakekomi-dera (駆け込み 寺), temple où les femmes pouvaient trouver refuge) ou Enkiri-dera (縁切り 寺), temple où les femmes pouvaient volontairement attendre l'issue d'un divorce - processus qui pouvait prendre deux ou trois ans, le monastère jouissait de la protection du Bakufu. À l'époque d'Edo, le domaine du temple bénéficie de l'extraterritorialité et n'est pas soumis à la juridiction du gouvernement local. Les hommes ne sont autorisés à pénétrer dans les locaux que pour l'occasion du O-Bon.
Outre le Mantoku-ji (de) dans l'actuelle ville d'Ōta (préfecture de Gunma), le Tōkei-ji était la seule institution du genre au Japon.

## Histoire
Les archives du Tōkei-ji indiquent qu'il est fondé en 1285 par Hōjō Sadatoki (北条貞時; 1272–1311), neuvième shikken et fils de Hōjō Tokimune (1251–1284). La première administratrice est Kakusan Shidō (覚山志道; 1252–1306), épouse de Tokimune, portant le nom bouddhiste de Kakusan-ni (覚山尼, à peu près « sœur Kakusan »).
Une autre théorie suggère la véritable fondation du temple à une date antérieure par Mino no Tsubone(美濃局), une tante de Minamoto no Yoritomo (1147–99).
Dans l'histoire du Tōkei-ji, le poste d'administrateur est parfois occupé par des femmes issues des niveaux sociaux les plus élevés comme par exemple la cinquième administratrice, Yodo ni (用堂尼; ?–1396), une fille du tennō Go-Daigo (1288–1339), entrée au monastère comme nonne après que son frère ainé, Morinaga shinnō (護良親王), également appelé Moriyoshi-shinnō (1308–35), a été tué par Ashikaga Tadayoshi (1306–52). Sous la direction de Yodo-ni, le monastère est également connu sous le nom de « Matsugaoka Gosho » (松ヶ岡 御所, d'après le kun’yomi du nom de montagne (山号, sangō) du temple (松岡山, Shōkōzan dans le On’yomi et le nom du temple impérial 御所, gosho.
La vingtième administratrice est Tenshu ni (天秀尼; 1609–45), une fille de Toyotomi Hideyori 豊臣 秀頼 (1593–1615), qui se fait nonne après que sa résidence d'Ōsaka-jō est détruite en 1615 par Tokugawa Ieyasu (1542–1616), que son père est contraint au seppuku et que son frère est décapité. Tenshu-ni est épargnée parce que sa mère adoptive, Senhime 千姫 (1597–1666), en tant que fille de Tokugawa Hidetada (1579–1632) est la petite-fille de Ieyasu. Celui-ci établit le patronage du Tokei-ji par le Tokugawa Bakufu, grâce auquel le monastère prospère pendant l'époque Edo.
La fin de l'époque d'Edo signifie aussi la fin du statut spécial du Tōkei-ji. Le nouveau gouvernement de Meiji lève en juillet 1871 la garantie des droits spéciaux accordée au Tōkei-ji par le bakufu Tokugawa. En mai 1873, le nouveau Code civil accorde aux femmes japonaises le droit de demander elles-mêmes le divorce, lequel est déclaré affaire purement laïque. Ces événements sont la cause de la disparition imminente du Tōkei-ji où ne vivent plus que quelques religieuses. En 1902, le monastère passe sous la juridiction du proche Engaku-ji.
Après plus de six-cents ans, le moine Furukawa Gyōdō 古川 尭道 (1872–1961), ancien directeur de l'Engaku-ji, est le premier homme en 1903 à prendre la direction du Tōkei-ji. Sous la direction de son successeur Shaku Soyen 釈 宗演 1860–1919), l'ancien couvent devient un temple zen normal ouvert aux deux sexes.

## Architecture
Le bâtiment principal 太平殿 taihei-den est du style hōgyō-zukuri (宝形造 ou 方形造). Il abrite une statue de Shaka Nyorai en tant que gohonzon ainsi que des statues de Kakusan ni et de Yodo ni sur les côtés.
Dans le bâtiment Kannon appelé suigetsu-dō (水月堂) se trouvent des statues de Suigetsu Kannon (水月観音) et de Shōtoku Taishi (574–622), mais elles sont rarement accessibles au public.
Dans la proche maison du trésor appelée matsugaoka-hōzō (松ヶ岡宝蔵) plusieurs objets historiques sont exposés dont d'anciens documents de divorce, une statue en bois de 135 cm de haut de Shō Kannon (聖観音) avec domon (土文) ornements en terre cuite de la fin de l'époque de Kamakura, à l'origine go-honzon du monastère Taihei-ji (太平寺), jusqu'à la fermeture de ce dernier en 1556 à cause des combats.
D'autres artefacts montrent des peintures laquées spéciales (蒔絵, Urushi-e), dont le Hatsune Maki-e Hitorimo (初音蒔絵火取母), un brûleur d'encens en forme de citrouille de l'époque de Muromachi et le Budo Maki-e Seibei-bako (葡萄蒔絵聖餅箱), une boîte à hostie cylindrique des Jésuites.
Le cimetière du temple (墓苑, fukubo) conserve une particulière popularité depuis qu'au siècle dernier de nombreuses personnalités japonaises s'y sont fait enterrer. Voici une petite sélection des plus célèbres d'entre eux :
| Nom                    | Nom (jap.)                | Dates     | Remarques                                                                                               |
| ---------------------- | ------------------------- | --------- | --- |
| Watsuji Tetsurō        | 和辻 哲郎                 | 1889–1960 | Philosophe moraliste et historien de la culture                                                         |
| Iwanami Shigeo         | 岩波 茂雄                 | 1881–1946 | Fondateur de la maison d'édition Iwanami Shoten                                                         |
| Nishida Kitarō         | 西田 幾多郎               | 1870–1945 | Philosophe et père spirituel de l'école de Kyōto                                                        |
| Abe Yoshishige         | 安倍 能成                 | 1883–1966 | Spécialiste de littérature et ministre japonais de l’Éducation dans le cabinet Shidehara                |
| Ataka Yakichi          | 安宅 弥吉                 | 1873–1949 | Entrepreneur et président de la Chambre de commerce et d'industrie d'Osaka                              |
| Daisetz Teitaro Suzuki | 鈴木 大拙 Suzuki Daisetsu | 1870–1966 | Pionnier dans la propagation du bouddhisme zen en dehors du Japon.                                      |
| Jun Takami             | 高見 順                   | 1907–1965 | Écrivain                                                                                                |
| Mizuho Ōta             | 太田 水穂                 | 1876–1955 | Poète et critique littéraire                                                                            |
| Seison Maeda           | 前田 青邨                 | 1885–1977 | Peintre nihonga                                                                                         |
| Saigusa Hiroto         | 三枝 博音                 | 1892–1963 | Philosophe marxiste et historien de l'art                                                               |
| Toshiko Tamura         | 田村 俊子                 | 1884–1945 | Écrivain féministe                                                                                      |
| Jun Kawada             | 川田 順                   | 1882–1966 | Entrepreneur et poète tanka                                                                             |
| Hirobumi Daimatsu      | 大松 博文                 | 1921–1978 | Politicien et entraîneur de l'équipe féminine japonaise de volleyball des jeux olympiques d'été de 1964 |
| Zennosuke Nakagawa     | 中川 善之助               | 1897–1975 | Juriste et président de l'Université de Kanazawa                                                        |
| Kobayashi Hideo        | 小林 秀雄                 | 1902–1983 | Critique littéraire                                                                                     |
| Mikio Oda              | 織田 幹雄                 | 1905–1998 | Athlète et champion olympique                                                                           |

## Source de la traduction
- (de)/(en) Cet article est partiellement ou en totalité issu des articles intitulés en allemand « Tōkei-ji » (voir la liste des auteurs) et en anglais « Tōkei-ji » (voir la liste des auteurs).